# دافيد هاينرش مولر
دافيد هاينرش مُولَّر (1265- 1330 هـ / 1849- 1912 م) مستشرق نمساوي. ويُعرف أيضًا باسم داود هنريك موللير.

## سيرته
وُلد دافيد هاينرش مُولَّر (داود هنريك موللير) في مدينة بوتشاتش بأوكرانيا، سنة 1265هـ/ 1839م. تعلَّم اللغة العربية في جامعة فيينا، ثم عمل بتعليمها في هذه الجامعة. قام على رأس بعثة إلى اليمن. وتولَّى رئاسة المجلة النمسوية الشرقية وكان له اهتمام بالنقوش الأثرية.

## آثاره
نشر عدة كتب عربية منها: 
1. «صفة جزيرة العرب» لأبي محمد الحسن بن أحمد الهَمْداني.
2. مقتطفات من «الإكليل» للهَمْداني أيضًا.
3. «الفرق» للأصمعي.[2]

## وفاته
توفي دافيد مُولَّر في مدينة فيينا بالنمسا، سنة 1330هـ/ 1912م.